# 十一寇
十一寇，原稱建議不提名十一人或手術刀行動十一人，後被當時仍為同政黨的沈富雄改自稱為十一寇，是2006年年底至2007年年初時在臺灣出現的政治術語，指稱民主進步黨內部人士（保守派）認為不應該被提名的11位2008年中華民國立法委員選舉擬參選人。
由於總統配偶及親信遭起訴等事件激起群眾政治訴求，扁政府陷入執政危機，立法委員黨內初選競爭中因檢討內部而被點名的分別為新潮流系7人（李文忠、林濁水、洪奇昌、段宜康、沈發惠、蔡其昌、林樹山）、正義連線3人（郭正亮、鄭運鵬、沈富雄）、陳水扁嫡系（扁系）1人（羅文嘉）。後來也傳出范巽綠與蕭美琴被基本教義派支持者列入「十一寇」行列，有時被合稱為「十三寇」。

## 簡介
2006年12月中旬，全台聯播廣播電台政論節目《台灣人俱樂部》主持人章天軍（本名「章松根」）、鄭愉生（人稱「阿生」）發起的手術刀行動。章天軍與阿生呼籲民進黨基層黨員聽眾，簽名支持手術刀行動；最後獲得數萬黨員簽名，並將此連署及聲明送交民進黨主席游錫堃，並希望民進黨勿提名此11人參加2008年立法委員選舉。深綠支持者認為，這11人對內批判是為了爭取名聲，在民進黨初選電話民調時取得不會投給民進黨候選人的中國國民黨選民的支持，拿下高民調數字而獲得初選提名；因此將其一一點名出來，目的是希望泛綠選民能用選票予以制裁。
深綠支持者指控，前述11名委員在「泛藍掌控的媒體」中為了要爭取曝光度贏得黨內立委初選民調，故常對外發表符合「泛藍媒體」需要的言調供其炒作，有些委員對於當時民進黨的一些醜聞（特別是台開內線交易案及國務機要費案）及黨內當權派逐漸明顯傾向深綠的路線和政策屢有嚴厲的批判，有些則對於喧騰一時的百萬人民倒扁運動表現寬容，因而被一些深綠的廣播電台點名歸類為「建議不提名十一人」，指責他們「砲口向內，內鬥內行、外鬥外行」、是破壞泛綠團結的內奸；有些則是親中媒體的常客，愛接受訪問或上節目，發表讓深綠難以接受的言論。在這11名委員中，多半為一向以勇於對內批判著稱的新潮流系出身者，其中也有民進黨的創黨元老、資深思想領袖及中央執行委員（中執委）等核心幹部。
2006年1月11日，政治評論家金恆煒說：「新潮流已成為民進黨內的癌細胞，也成為民進黨支持者的夢魘；如果民進黨無力處理新潮流，只有靠選民的選票加之殲滅。……如果新潮流內確有清濁之分，民進黨支持者要在各類選舉——包括初選與正式投票——時推出『反輔選運動』或貼出『落選封神榜』；當然可以縮小打擊面，不針對整個新潮流，而針對新潮流內少數不肖者及其同路人。不止於此，每位系出新潮流的候選人，無論參與北高市長或立委改選，必須要像邱義仁一樣『公開表達立場與態度』。……拜媒體之賜，這些『兩面派』的言行都有案可稽。至少從今天起，民進黨的支持者可以冷眼旁觀，屆時祭出的『黑名單』，等下次選舉再來算總帳。民進黨不能清黨，選民可以。」
「十一寇」或「十三寇」一詞是源於沈富雄。沈富雄面對媒體時，自嘲為「十一寇」；但章天軍等發起人多次否認以「寇」字定名，只稱「建議不提名十一人」；其實提出此詞的發起人們平日以台語為主要語言，而台語常用字並無「寇」字。

## 內部意見
- 泛綠內部對於某些人點名批判十一寇的作為也有不滿，但是泛綠大多認同「在對內批評時必須避免被藍軍利用」。
- 泛綠內部對於十一寇個別成員的褒貶不一；其中沈富雄、李文忠是遭到最多泛綠人士批判者，而林濁水遭到的批判則是較少。
- 泛綠對十一寇、新潮流系與陳水扁也會採用類似的批評，例如批評他們「會被媒體欺騙及利用」、「不知道媒體一直對民進黨抱持敵意」。陳水扁無法妥善處理媒體關係且無法有效反擊媒體抹黑，讓泛綠人士非常不滿[4]。許多泛綠人士也用類似的觀念批判所謂十一寇及新潮流。2007年3月2日，《美麗島新聞網》總主筆葉柏祥批評十一寇：「這些喜歡人大發黨難財，平時不會替黨講話；可是每次碰到黨有難，就會扮演落井下石的角色，雪中送炭從來沒有，只會錦上添花。」[5]
- 泛綠經常批判媒體及司法體系明顯「嚴以待綠、寬以待藍」，並因此嚴重違反其職業道德[6]；十一寇有時也遭類似批評。但國立中山大學電機學系退休教授陳茂雄與《台灣壹週刊》均提出反對意見，陳茂雄評「2000年以前，親綠媒體非常少；民進黨執政之後，因西瓜效應，親綠媒體才逐漸增加；到了2008年總統大選前，親綠媒體達到最高峰，立委選戰及總統大選綠營反而大敗」[7]，《台灣壹週刊》評「當年國民黨控制所有媒體，照樣失去政權；當年黨外手上沒有一份自己的媒體，卻能掌握政權；民進黨把自己的失敗歸之於親中媒體或統派媒體，根本是逃避現實、自欺欺人」[8]。
- 泛綠內部有相當的意見認為，基於「鞏固本土政權」的泛綠政治正確，一旦民進黨提名十一寇參選任何公職，「罵歸罵，但票還是要投下去」，尤其是當這些人到泛綠的艱困選區競選時。

## 批評
在媒體的廣泛報導下，十一寇成為深綠支持者的眾矢之的，深綠支持者批評他們向泛藍靠攏，因此民進黨內的當權派後來積極運作「排藍民調」等措施，以致十一寇絕大多數都在2007年民進黨立委初選等政治活動上遭到挫敗。十一寇有些人修正步伐以避免深綠不滿；當時唯一退黨的是沈富雄，而他退黨後的言論還是一直引起泛綠不滿。後來傳出范巽綠與蕭美琴被深綠支持者列入十一寇之列，范巽綠是百萬人民倒扁運動副總指揮張富忠之妻，蕭美琴是新潮流系長期盟友之一、且被非常光碟《非常報導2007年第一輯》蔑稱「中國琴」，兩人與十一寇合稱「十三寇」。
2006年12月15日，政治評論家江春男評：「新潮流短視近利，愛出風頭，排他性太強。但是，民進黨最大的危機是把一言堂當作團結，不容許雜音，不敢反省，更不能討論問題，所以才會產生保皇派和改革派的區別。新潮流也許不配稱為改革派，但是許多人戴著保皇派的頭銜卻是名正實歸、一點也不冤枉。」
2006年12月27日，段宜康在民進黨中執會提案自請處分，他反諷，他犯行嚴重、顯然不受黨章「自由討論及批判」之保障，「（我）身為本黨中執委，竟不知：台灣解嚴二十年後，本黨戒嚴」。
2006年12月29日，段宜康以「被非禮的女孩」形容自己被指為十一寇之一：「一個女孩子裙子穿太短就被非禮，別人卻只說『誰叫妳裙子穿這麼短』，這樣對嗎？」他還說，民進黨的問題不在於十一寇，而在於黨內的標準因人而異；他還說，民進黨中央黨部放任黨員「跨越紅線搞鬥爭」，卻未見民進黨領導人制止此類行為，「這跟國民黨過去搞黑名單有何兩樣？」
2006年12月31日，中央研究院社會學研究所研究員瞿海源評：「民進黨有一股勢力要趕走一些主張『改革』的精英，有點像當年國民黨逼走新國民黨連線的樣子。雖然沈富雄提議十一寇集體發聲，但是情勢比人強，無意改革的民進黨使得改革倡導者可能要容身也會十分艱難。儘管意識形態不一樣，但是在政治素養和作為上，民進黨的保皇派或保守派，卻是和國民黨當年的保守派十分神似，就是：堅持虛偽的意識形態排除異己以鞏固保守勢力，沒有政治理想，也沒有一點真正的民主素養，但很擅長搞政治鬥爭。」
2007年1月1日，政治評論家南方朔評：「游錫堃要搶急獨資源以爭位，而那些保皇黨則要藉著整肅十一寇來替立委減半的新情勢鋪路。」
2007年1月2日，李文忠說，他尊重每個群體的政治主張或政治立場，但他質疑支持手術刀行動的「台灣民兵團」這些人對民進黨究竟是正數還是負數；段宜康則要求民進黨，應該站出來捍衛黨的傳統與價值，讓民意代表的問政自由不受民粹及國家暴力的威脅。
2007年1月2日，林濁水說，民進黨中央不但沒對地下電台點名十一寇事件加以疏導，反而加以背書，會讓民進黨「穩死」。同日，民進黨副秘書長蔡煌瑯回應，地下電台發起的行動是支持者自主性行為，與民進黨中央無關，林濁水的指控是嚴重誤解；民進黨中央也是被支持者監督的對象，對於林濁水要求黨中央疏導地下電台一事，他感到很無奈。
2007年1月10日，前台灣教授協會會長蔡丁貴評：「我不但非常欣賞《台灣人俱樂部》的朋友，從基層公民的角度直接採取行動，落實公民社會的建構，讓社會正確的價值觀更加清楚的得到認識與實踐。讀者們不必太計較這個行動採用較刺激的名稱，它的貢獻會讓台灣的民主、法治、人權更加的穩固。有這樣的公民行動展現人民的力量，令人對台灣的未來更加樂觀。……從這個行動推動以來，大家可以看到這一些受到檢驗的政治人物的發言收斂了許多，連署人數的多寡並不是那麼關鍵；人數越多，當然政治人物會越知道人民力量的厲害，這正是公民社會最基本的核心力量。……真是應該感謝《台灣人俱樂部》的朋友的行動，確實有手術刀的行動效果。」
2007年1月11日，國立中山大學教授陳茂雄評：「若台灣是一個正常國家、也有正常的社會規範，則被點名『十一寇』等人的言行完全正確。不分黨派，任何人有錯當然要接受批評，黨內同志當然也不例外；只是台灣的意識形態嚴重對立，已經沒有正常的社會規範，要如何批判自己的人？……任何綠營人士都可以抨擊民進黨，然而必先切割藍營與中華人民共和國，不能讓民眾覺得自己與藍營或中國唱同一個調。所謂『十一寇』不能被多數綠營人士所接受，第一個原因是他們沒有與藍營與中國切割。」
2007年1月13日，陳茂雄說，任何政黨都會有優點與缺點，但是綠營的人容易看到「綠營的優點、藍營的缺點」，藍營的人則容易看到「藍營的優點、綠營的缺點」；例如，他的一位摯友自認為是深綠人士，且認定自己沒有強烈的意識形態，對事情的看法都以是非來評斷，「不過，筆者發現，他只看到綠營的缺點，卻看不到藍營的缺失……這位摯友的政治立場已由綠轉藍，只是他自己沒有察覺到而已，不知被點名的十一寇有沒有犯這個毛病？」
2007年1月29日，沈富雄說，台灣團結聯盟主席黃昆輝已經宣示台灣團結聯盟要走中間偏左路線、棄守深綠，民進黨已無深綠後顧之憂，以後民進黨要在中間路線比高下，「十一寇」應改稱「十一君」，十一君才是民進黨的正規軍。同日，林濁水說，若沈富雄所謂的「正規軍」是「走新中間路線」，他就不會認同，因為他主張走「穩健台獨路線」；至於台灣團結聯盟是否真的修正路線，還有待觀察。
2007年3月1日，沈富雄說，上星期的民進黨中常會，有民進黨支持者宣稱帶著六萬份連署書要求黨中央不得提名十一寇參選立委；這些連署的人說洪奇昌是「西進昌」、羅文嘉是「背骨囝仔」，這些都還可以討論；但他們說蕭美琴是「中國琴」、魏明谷是「太監谷」，就太沒天理與沒良心；「我敢說：那六萬個人通通加起來，對台灣的貢獻，比不上蕭美琴一根腳毛！」沈富雄也說，十一寇遭圍剿，游錫堃卻只說「人民的聲音我聽到了」，他質疑游錫堃為了參選總統而「對深綠低頭到這種程度，是非不明到這種程度」。同日，游錫堃回應，民進黨謙卑聽取各界聲音是應該的，如果有社團對民進黨從政黨員有所不滿，他也是以謙卑的態度聽其意見作為參考。
2007年5月11日，反賄選研究室負責人王洲明說，新潮流系已經沉淪，新潮流系在2007年民進黨立委初選輸得不冤枉：1997年新潮流系成員廖永來接任台中縣縣長，有人出書以「紅包來」一詞影射廖永來收賄，卻未聞廖永來作出任何解釋或說明，2001年廖永來當然連任失敗；廖永來下台四年後，台中縣縣民「恐怖記憶猶新」，導致2005年形象清新的民進黨縣長候選人邱太三在全縣21個鄉鎮市全部慘敗；2006年6月新潮流系大老吳乃仁突然請辭台灣證券交易所董事長，2006年7月新潮流系成員史哲突然請辭行政院勞工委員會勞工保險局總經理，「是否受到媒體諸多負面報導而請離，值得國人細究」；2006年底的台北市議員選舉，新潮流系新秀李偉民選前涉及賄選導致選後被起訴求處有期徒刑六年，而反賄選是民進黨在選舉期間的核心價值；所以，「以前的新系算是不錯，最近瘟疫連連，就讓系內成員與支持者共同反省吧」。
2007年5月15日，中央研究院中山人文社會科學研究所助理研究員徐永明說，新潮流系在2007年民進黨立委初選黨員投票的表現不佳，「或許新潮流的問題不在於路線的問題，而是在於太組織化了，因標籤鮮明，所以一旦（立法委員選舉制度）由多席次選區改為單一選區，新潮流的候選人就會成為其他政治人物的假想敵，在地方自動重組成兩個派系爭奪一個立法委員席次的結構；也就是新潮流的組織化特性刺激了其他民進黨勢力的團結，路線問題就變成了打新潮流與否的選擇。」
2007年5月17日，民進黨立委初選結果揭曉，十一寇中的羅文嘉、沈富雄與洪奇昌都跌出安全名單，蕭美琴確定敗給王世堅。李文忠痛批，如果黨的制度讓民調高的人無法代表黨，將會有很大問題。沈富雄痛批，這次初選在特定媒體、黨員大戶、重度排藍民調的夾殺下，黨內勇於自省、敢發言的人幾乎都慘遭獵殺，「祝福我們的黨從此黨運昌隆、耳根清靜。我們就好像把太陽從東邊地平線喚起的公雞：當太陽升起的時候，公雞已經被宰了。」洪奇昌諷刺，這次初選結果是極力圍剿十一寇的民視新聞台政論節目《頭家來開講》的勝利，當時該節目主持人是民進黨台北市議員參選人童仲彥。羅文嘉批評，重度排藍民調排掉了80%的選民，這樣的結果會影響民進黨體質，民進黨可能漸漸往極端方向靠攏。
2007年5月17日，由近百家台灣地下電台組成的「台灣先進科技傳播管理協會」秘書長李文華說，該會前身是「全國未立案電台聯盟」，也有深綠政論節目主持人加入，大家默契是不介入政治運作；但是現在深綠的主持人在民進黨內各扶其主，該會毫無約束力，但該會成員都未加入抵制十一寇的行動。
2007年5月18日，江春男評：「他們（十一寇）因為好發議論，而在黨內備受批評；在重度排藍和特定媒體的雙重包圍之下，無法跨越初選門檻，而中箭下馬。其實，這些人如與國民黨對壘，勝算較大；但他們受制於內規，敗在自己人手中。他們退出後，劣幣驅逐良幣，民進黨的戰鬥力恐將大打折扣。……他們最大的失敗是缺乏基層經營，與群眾脫節：有些人的個性根本不適合當民意代表，當年因風雲際會，意外走上政壇；能做到今天，已屬僥倖。也有人滿身名牌，菁英口味，與民主鬥士形象相差不可以道里計，這種人被淘汰出局是理所當然的。……民進黨迫切需要改革，黨中央卻不敢面對真正問題，常以忠誠壓制改革；『十一寇』的抹黑戰術，就是在這種氣氛下炮製出來的。十一寇的去留是小事，整個黨發展方向大受扭曲才是大事，也許需要付出慘重代價才會驚醒。」
2007年5月19日，國立清華大學教授李丁讚評：「第一，新潮流過去因為各種權力鬥爭，而與其他派系結下深厚的宿怨。第二，新潮流一直到最近都是民進黨權力的重要核心，從府（總統府）、院（行政院）、黨中央、到各地方，新潮流都佔據重要位置。尤其，對很多民進黨人來說，新潮流更是可怕的競選對手。因此，（百萬人民倒扁運動）紅衫軍一出，新潮流又主張反省改革，原來利益的衝突迅速轉化成道德指控的藉口，這才是十一寇（被指控）『不忠黨愛國』的真正原因。……十一寇事件，是後威權時代的白色恐怖。這整段鬥爭歷史與操作手法，都會留下歷史的見證。十、二十年後的歷史或社會科學研究者，應該會有更公允評斷。可悲的是，民進黨喪失了一批極其優秀、能真正開疆拓土的人才，對民進黨將是極大的損失。」
2007年5月24日，李文忠確定成為唯一通過民進黨立委初選的十一寇成員，李文忠批評民進黨立委初選制度：「創設一個制度，把一部分人選排除；創設了幾個制度，使得幾位優秀的候選人不能出線。」
2007年5月25日，林濁水說：「2000年之後，台灣主體意識已成主流，按理統獨對立應有所消退；但朝野政界無開發新願景能力，只能炒作統獨舊議題。另方面，M型社會隨著經濟不景氣愈趨明顯，全球化中經濟生活的受害者浮現了反全球化（在台灣則為反西進、反三通）的『經濟民族主義』、甚至民粹式的台灣民族主義。加上藍軍的核心價值仍然呈現強烈的反台獨色彩，於是社會貧富差距拉大產生的矛盾意外地又和統獨矛盾得到配對。於是左右矛盾不但無法取代統獨矛盾，甚至左右統獨，成了領導人得以操作民粹民族主義的基礎。這種操作既帶來了近年來政局最激烈的朝野對立、社會不安，也造成民進黨產生令人瞠目結舌的國會初選名單。」
2007年5月27日，世代論壇執行長周奕成說：「這次（2007年）民進黨內立委初選，親綠媒體介入很深，並不令人意外；因為自1991年地下電台興起，海外台獨學者回台組成台教會，民進黨已把意識形態外包了。以前是從政者做理論，如許信良、林濁水和謝長廷等；現在地下電台和名嘴用強烈的民粹語言訴求群眾，使得政治領導者逐漸喪失理論論述能力。民進黨政黨部門與理論論述脫勾，和論述被外人壟斷，是民進黨面臨的危機之一。」
2007年5月28日，瞿海源評：「在民進黨各方勢力競合而確定解散派系之後，新潮流這個派系性格特強的派系幾乎無法因應；在全面打擊新系力量匯聚時，甚至圍剿十一寇時，新系成員也反擊無力。由於新系成員多直言批判陳水扁的缺失，在各種政治勢力逼迫陳水扁下台的各種行動失敗後，新系反倒是受到最大的傷害。在兩大敵對陣營交鋒下，新系進退失據，甚至引爆民進黨內長期對新系的不滿；新系成了深綠無力對抗藍色陣營攻擊下的替罪羔羊。」
2007年9月7日，中國國民黨文化傳播委員會黨史館主任邵銘煌說，黨史館日前進行黨籍總整理時發現，包括陳水扁、吳淑珍、呂秀蓮、謝長廷、邱義仁、游錫堃、葉菊蘭、陳其邁、杜正勝、柯建銘、李進勇、蘇煥智、施茂林等綠營政治要角都曾於民國50至60年代以學生身分加入國民黨；民國50至60年代屬於台灣經濟轉型期，當時國民黨一黨獨大，具有高度熱忱或企圖參與政治者才會積極加入國民黨；目前大部分綠營政治人物，當年都曾加入國民黨，如今改投靠綠營，民進黨是否也應檢視這些黨員的忠誠度；他並戲稱，上列13人是「綠營新十三寇」。
2007年9月26日，學運世代出身的前民進黨政策中心首席副執行長、時任漢翔航空總經理羅正方說，2006年是民進黨學運世代重創最嚴重的一年，其中內政部次長顏萬進因涉及北投空中纜車弊案遭收押，蕭美琴、沈發惠、段宜康、蔡其昌、鄭運鵬、羅文嘉等十一寇更紛紛在民進黨立委初選中箭落馬。
2007年10月4日，沈富雄在TVBS頻道政論節目《2100全民開講》痛斥，民進黨統治者為了清除異己、鬥爭政敵，不敢向深綠支持者說真話，才會讓深綠支持者排斥十一寇；他說，謝長廷與陳水扁都沒有為十一寇說過一句公道話，因為他們認為可以把深綠支持者當作清除異己、鬥爭政敵的工具。
2007年11月3日，蔡其昌說，十一寇不是派系、組織、團隊或政黨，每個人意見都不一致，每個人被修理的狀況也不一樣，卻被歸類為一個群體，非常不公平；若勉強要說十一寇唯一的共同點，他只能說，那就是都必須不斷向支持者說明，避免支持者不滿的情緒在選舉中發酵。
2008年，政治評論家公孫策評：「阿扁的貪腐事蹟爆發，更引發了紅衫軍狂潮。那時候，（民進黨）元老已離黨而去，『十三寇』也『斷腸人在天涯』。身後沒有元老、手下沒有少壯戰將的阿扁，召集四大天王及一些『小天王』，詢問『我該不該下台』。但是，還能『活』到那時候的，誰還有膽量說真話呢？」
2008年1月14日，郭正亮諷刺民進黨：「過去黨內放任批判、鬥爭新潮流，現在鬥到黨整個要倒了，難道不用平反嗎？」
2008年1月16日，陳茂雄評：「惡棍常假愛國之名來執行政治鬥爭。綠營的惡棍將陳（水扁）總統與台灣劃上等號：任何人對陳總統有意見，就被這一群惡棍冠上『反台灣』的罪名。因為群眾容易被有心人利用，一些綠營的民眾因而隨這些惡棍起舞，造成群眾圍剿對陳總統有意見的人。惡棍更利用媒體圍剿陳總統不喜歡的人〔包含李（登輝）前總統與台聯〕，在綠營掀起嚴重的內鬥，造成團結的藍營對付分裂的綠營。……（惡棍）將陳總統與台灣劃上等號，認定對陳總統不敬就是『反台灣』。……現在民智已開，惡棍假『愛台灣』之名以行，或許可以煽動一些基本教義派，但中性選民絕不可能接受，這是民進黨大敗重要原因之一。在中性選民的心目中，陳總統是人不是神，而且還是犯了不少錯誤的人。」
2008年3月27日，李丁讚評：陳水扁政府執政期間，「綠色的選民越加努力捍衛民進黨，任何錯誤都可以解釋、化妝，價值系統開始混亂，錯誤也越來越離譜。最後，價值混亂到一定程度之後，淺綠菁英以及知識分子開始發聲譴責執政黨（民進黨）。這種『窩裡反』的情形，是可忍，孰不可忍？深綠大為惱怒。於是從過去的化妝掩飾，開始把炮口對內，轉換成各種暴力攻擊；『十一寇』與『中國琴』是明顯的例子，所有雜音都逐一被清除。」
2008年4月4日，李文忠撰寫的專文〈民進黨再起之路：深綠路線的反省與轉型〉中提到，深綠支持者在某個程度上制約了民進黨政府與政治人物的政策與表現，但民進黨政治人物也引導、強化了他們的立場，這是歷史發展的必然；淺綠及主張維持現狀者重視的是生活好過、政府廉能、及其他進步性的價值，他們的人數一年比一年多，因此深綠路線現在反而不利於新的台灣共同意識的形成；深綠並沒有錯，錯的是民進黨誤以為自己的選票基礎只有深綠，錯的是民進黨把深綠的圖像誤認為是台灣的圖像，錯的是民進黨的選舉操作過度。
2008年4月18日，前民進黨立委劉進興說：「選民拋棄民進黨，不是因為國民黨好，而是對民進黨失望。從前他們對民進黨又怕又敬畏，怕它太激進、太粗魯，但又敬它有理想、敢改革。民進黨執政後，開始有點樣子，也有一些政績，吸引了150萬中間選民，2004年才能過半連任。但阿扁的第二任期，弊端不斷、藍綠纏鬥、黨內內鬥，社會對民進黨敬的感覺消失、怕的感覺回來，中間選民就跑掉了。如果民進黨不改變這種形象，四年後即使馬英九沒政績，選票也不會回來。」
2008年4月21日，淡江大學客座教授阮銘說，2007年民進黨立委初選與總統初選，內鬥過於激烈，讓他百思不解；當時游錫堃積極爭取民進黨提名參選總統，因此他去請教游錫堃的軍師葉國興，葉國興表示「先打狼、後打虎，然後因為游錫堃『民調很高』，游錫堃『一定選上總統』」；包括葉國興、金恆煒、徐永明、羅致政在內的游派人士真心服膺這套「先打狼、後打虎」的權力邏輯，所以才會出現被視為排除異己的「排藍條款」，並掀起排除十一寇等被視為「民主內戰」的腥風血雨。
2009年2月27日，羅文嘉評，許多在「不正常年代」因為種種理由受害的受害者，在許多年情勢轉變後，不自覺地變成以同樣方式對待別人的加害者；林濁水近來對他的攻擊，正是採用當年民進黨內圍剿十一寇的時候所使用的「貼標籤」與「動機揣測」模式。
2009年3月25日，外省台灣人協會秘書長黃洛斐評，陳水扁與游錫堃是民進黨〈族群多元國家一體決議文〉的主要推動者，卻也是後來使用排他性本土語言來爭取政治支持的主要人物；他們更進一步操控黨內選舉機制與對抗邏輯，影響所及是對十一寇等具溫和形象的黨內政治人物的獵殺與驅逐，並且成為民進黨在2008年選舉大敗的原因之一。
2009年7月25日，前民進黨中央評議委員會主任委員許丕龍評：「民進黨真的令人捨不得離開嗎？本來這個當初為了制衡國民黨一黨獨大的專政，由海內外台灣人民熱心支持創立的黨，如今仍然把持在挺扁勢力手中。他們如同一群嗜血的虎豹豺狼，盤踞權力中心，挾持『誤入叢林的小白兔』小英（蔡英文），任憑扁仔（陳水扁）貪腐風暴肆虐摧殘倒地，淪落至今還抱著陳水扁圖騰不放；作為當時參與運動的一員，哀莫大於心死，眼看著這令人心寒的『尚黑』黨。一直以來，依循著陳水扁『逢中必反』的基本路線，落得任何人只要是與中國大陸有事業投資、有業務來往、有文化交流的，隨時都有可能成為十惡不赦的罪人而遭受攻擊。」2009年7月26日，《聯合報》【黑白集】正面評價許丕龍此言：「范振宗、許榮淑為登陸黨紀案，反咬小英主席的姊夫去大陸經商卻沒事。這位『姊夫』許丕龍特自美國投書本報，他左批范許何必留戀民進黨而低聲下氣，右批『尚黑』的挺扁勢力挾持蔡英文。……許丕龍不只是個被『牽拖』的親戚，他曾任民進黨中評會主委、曾披綠袍參選澎湖縣長，因不滿民進黨變質而漸行漸遠；一個深綠分子對黨有這麼深的看破，民進黨能繼續假裝綠營基本盤是踢不破的『鐵板一塊』嗎？……對范許力爭保住黨籍，許丕龍有點不屑地說：『民進黨真的令人捨不得離開嗎？』對於如此『大逆不道』的論調，小英若真有膽識，就來個大義滅親，連姊夫一起開除吧！」
2009年10月16日，陳茂雄評：「深綠人士有一個特點：任何人只要提台獨的主張就會受到群眾的支持，即使他昨日還積極反台獨；因而，即使陳前總統以前宣示與台獨對立的四不一沒有，他今日提出台獨的主張一樣受到深綠人士的擁戴，形成陳前總統綁架台獨、而台獨再綁架民進黨，帶給民進黨相當大的困擾。」
2010年3月31日，《中國時報》記者何榮幸評：「舉凡執政黨，都會以『鞏固領導中心』之名行『一言堂』之實：民進黨執政時要求不分區立委林濁水等閉嘴、用排藍民調擠壓沈富雄等『十三寇』，導致諤諤之士被迫噤聲、黨內民主精神淪喪，就是綠營走向一言堂而失去反省改革動力的鮮活例證。」
2011年1月13日，江春男評：「黨員投票最大弊端，就是很容易變成在本黨同志中尋找敵人，派系動員，媒體介入，政策辯論變為人身攻擊，排藍條款變為忠貞調查。前幾年的排藍條款搞得烏煙瘴氣，十一寇紛紛中箭下馬，民進黨形象大壞。」
2011年7月1日，政治評論家曹長青說：「所謂新潮流，就是一路妥協綠營基本盤的理念，傾向討好國民黨、討好藍營。綠營民眾曾把新潮流的幹將們稱為十一寇；後來在選舉中，他們幾乎全部被淘汰了。我在以往的文章和論壇中說過，那些妥協派討好國民黨，泛藍媒體也表揚讚美他們，但怎麼一到選舉他們就都輸了呢、而且是大輸呢？因為明擺著，你妥協理念，傷了綠營基本盤的心；到選舉的時候，綠營不感動，藍營不買賬。泛藍給那些綠營的妥協派掌聲，但不給選票；而綠營基本盤也不去含淚投票，所以新潮流會大輸、大敗。」
2012年2月2日，律師魏千峰評民進黨：「就容忍黨內異見方面，表面上能夠百家齊放，實質上長期以來排斥非台獨基本教義派或與當權皆不合的意見，昔日林濁水、沈富雄被視為黨內眼中釘即為適例。」
2012年2月24日，林濁水說：「民進黨在台獨實踐上，除了2000陳水扁宣佈四不一沒有、以及謝長廷的憲法一中、乃至今天主張修改黨綱甚至〈台灣前途決議文〉的陳水扁辦公室主任陳淞山表示放棄（或）至少模糊化台獨立場外，台獨路線又可以區分成『穩健』和『冒進』兩條，共三條路線。三者在理論依據、對台灣主權的現況認定和實踐的途徑、以及兩岸政策在政治經濟能不能分開處理上都有非常大的鴻溝，意圖結合的群眾也大有不同，各方經常處在尖銳對立的狀態；當年蕭美琴等被打成十一寇，就是一個例子。更糟的是，民進黨的許多主要領袖更常在不求甚解，採取拿來主義在不同路線中前後搖擺；至於黨中央、立委、縣市長間各行其是至唱反調的，就更不用說了。長期下來，使得國內外尤其是國際的信賴感根本建立不起來。」
2013年7月，民進黨籍前臺南縣縣長蘇煥智在接受中評社訪問時坦言，不少深綠基層群眾很難接受民進黨政治人物與中國共產黨接觸，不乏深綠人士或基本教義派政治人物在電台謾罵、甚至蓄意抺黑這些政治人物，他自己也有過類似經驗，民進黨內有些很優秀的青壯派甚至被扣上「十一寇」這個大帽子，這些都是很麻煩、也很痛苦的經驗，所幸現今民進黨內的氛圍確實朝比較開放的方向邁進。
2013年12月6日，國立臺灣大學醫學院附設醫院醫師柯文哲說，他約見時任民進黨臺北市長徵詢小組召集人的段宜康三次，但都遭拒絕；同日，段宜康回應：「從昨天柯醫師對民進黨的抨擊開始，我公開表達了不贊同的態度；晩上（我）就在電視上被圍攻！2007年『十一寇』的操作模式，彷彿又重現江湖了。我的心情，真是掉到谷底。」
2014年1月10日，江春男評：「1991年台獨黨綱一旦被1999年〈台灣前途決議文〉所取代，即變成歷史文件，不成為問題。遺憾的是，07年游錫堃當主席時，又通過〈正常國家決議文〉，推翻〈台灣前途決議文〉，回到台獨黨綱的原地。……推出〈正常國家決議文〉來取代〈台灣前途決議文〉，這是何等大事，但似乎沒有引起黨內辯論；當時的民進黨根本亂成一團，為了爭奪總統候選人，帽子滿天飛，所謂民主內戰和十一寇紛紛出籠。這場惡鬥，揭發政客真面目，改變了民進黨的文化生態，創黨精神一去不復返。……十一寇事件，不過是幾年前，尤其蕭美琴被稱為『中國琴』，真是莫名的惡毒；但是這些政治瘡疤，沒人敢碰，沒人檢討，沒人道歉，集體裝睡。」
2014年2月24日，台北城市科技大學助理教授鄭明德評，1990年代中、後期，隨著中國大陸經濟崛起與軍事威脅，當「愛台灣」成為台灣政治正確詞彙時，抹紅就成為民進黨內的新血滴子，一開始拋向王永慶與大財團，後來也拋向黨內同志，「幾年前的『十一寇』就是類似的經典之作。蕭美琴直接被稱為『中國琴』，最終所造成不只是年輕政治人物的落馬，而是黨內恐怖氣氛的瀰漫。原來，二位電台主持人刮起的旋風，會是如此質疑黨內公職候選人，而結果會是如此駭人。」
2014年6月20日，《旺報》主筆李文輝說：「李文忠……在2006年陳水扁涉及國務機要費案時，與林濁水一同辭去立委，也因此舉被深綠人士貼上『十一寇』標籤。影響所及，在最近（南投縣長選舉）民調可以發現：即便目前國民黨在中央執政不力、地方首長官司纏身等雙重不利情況下，回鄉經營1年多的李文忠仍然只獲得6成泛綠受訪者的支持。」
2014年11月21日，無黨籍彰化縣縣長候選人黃文玲率領支持者前往民進黨彰化縣縣長候選人魏明谷競選總部抗議，宣傳車上綁著「活捉十一寇段宜康」布條，抗議魏明谷透過段宜康指控她與國民黨彰化縣縣長候選人林滄敏都疑似收取前立委蕭景田的金援，要求魏明谷若無法舉證就應該退選，也要求段宜康若無法舉證就應該辭任立委；魏明谷競選總部回應，黃文玲此舉已喪失民主風範。
2015年3月24日，政治評論家林保華說：「2008年民進黨總統初選的第一個電視辯論會結束後當晚，我就到民進黨總部拜訪剛剛結束辯論的游錫堃；當時他參與總統初選，我也支持他。我對他說，他在辯論中批判十一寇不恰當（主要都是新潮流）：當時民進黨內對新潮流的霸氣很不滿，但是任何一個派系有好人也有壞人，不要整個派系都罵；到現在我還是這樣看，要看每個人做的事情。」

## 後續
2016年9月9日，自由台灣黨南翼負責人李嘉宇在駁斥新潮流系台北市議員梁文傑說詞時批評，民進黨在「郭正亮這種統派人選都能遞補不分區立委」的情況之下，已經沒有任何正當性「再用只被民進黨當成神主牌的台灣獨立來脅迫我們作出任何迫遷議題的讓步」。
2022年2月16日，名嘴李正皓指控，統派勢力將趁2022年九合一大選滲透台灣，其中民進黨台北市議員第六選舉區黨內初選參選人陳聖文與民進黨新北市議員第九選舉區黨內初選參選人黃琳政治立場轉變之快、幅度之大堪稱離奇，更像是統派披著「本土政黨」的外衣、打著覺醒青年的名義借殼上市；如果他們真的當選，就證明「抗中保台」真的只是民進黨的選舉口號、說說而已。同日，民進黨英系立委羅致政說，英系新人黃琳參選新北市議員第九選舉區黨內初選，卻因曾任新黨黨工而被抹紅，「只因為某個年輕人曾經在其他政黨工作過，就必須要被質疑、被追殺？任何人曾經是他類，就不可能是我輩？曾經有過不同政治信仰，就不能有反省覺悟？難道這是我們期待看到的可以包容、訴求和解的民進黨？這是我們希望看到的非我族類、除之後快的台灣社會？」同日，陳聖文說，政治立場的轉換並不少見，他自認是覺醒青年，他曾經是國民黨黨員、現在是認同台灣價值的民進黨黨員，抗中保台不需要血統純正、更不該拿來對民進黨做訕笑的攻擊。
2022年2月19日，民進黨立委管碧玲說，台灣民族主義造成理盲，十一寇事件煽起深綠的危機意識，數以萬計的選民群起連署反輔選被點名的「紅寇」，當時民進黨人士不敢對抗理盲的野火，沉重的氛圍演變成排藍民調，延續到四大天王之爭，最後民進黨失去政權；針對黃琳被抹紅事件，她呼籲，「民進黨是民主政黨，初選可以競爭，但『十一寇2.0』千萬不可以！」管碧玲批評，李正皓訕笑民進黨抗中保台，「顯然也比較親統派」。李正皓回批，他找出民進黨內部統派埋伏的證據，管碧玲卻說他是統派。
2022年2月20日，名嘴周玉蔻公開2022年1月16日管碧玲、前總統府國策顧問黃承國、前民進黨秘書長洪耀福出席陳聖文感恩茶會的照片，照片顯示洪耀福蹲地為陳聖文穿鞋，陳聖文說感謝洪耀褔特地為他舉辦新鞋交接儀式；由於李正皓指稱陳聖文2016年時是前中國國民黨主席洪秀柱的超級粉絲，周玉蔻批評陳聖文「這種貨色還想代表民進黨參選我們（台北市）大安區市議員」，並要求管碧玲、黃承國與洪耀福公開說明出席陳聖文感恩茶會事。
2022年2月23日民進黨中常會，民進黨主席蔡英文說，「保護台灣」是民進黨的價值，但是這個價值不能利用在競爭手段，「如果回到2008年那種狀況，那我就是一個失敗的黨主席」。2022年5月3日，民進黨公布新北市議員第九選舉區黨內初選民調結果，黃琳落選。2022年11月26日，2022年九合一大選投票，民進黨慘敗，蔡英文宣布辭去民進黨主席，陳聖文落選。
2022年11月28日，李文忠批評，民進黨「常常把黨的價值丟在一旁，失去道德高度」，2022年九合一大選「在苗栗、南投等地我們攻擊黑金，但我們可是在中常會有一位黑道中常委」。林濁水批評，蔡英文所稱「中央執政很努力」，是將民進黨敗選的重罪怪給地方，還怪候選人不是人才，「難道英明的中央全被地方所累，以致如此？真是可悲可嘆的黨中央」；同時批評蔡英文，「辭了主席，總統繼續做，算啥『負全責』？這就是總統制的大問題，所謂『負責』根本是假的」。
2022年12月31日，洪奇昌表示，民進黨近年來慣於口號式地闡述嚴肅議題，在香港反送中時拋出的是「今日香港，明日台灣」，俄烏戰爭時也是同樣方式簡化之，如今提出「和平保台」堪稱如出一轍。
2023年1月1日，林濁水表示，民進黨沒有細膩處理，就慌慌張張地粗糙推出新名詞「和平保台」取代「抗中保台」，果然被國民黨嘲笑。
2023年1月4日，郭正亮在中天新聞台政論節目《大新聞大爆卦》諷刺，蔡英文政府現在會飽受批評，是因為它愛玩民粹、也愛吹牛，結果「吹牛吹過頭被噎死」。2023年7月27日，郭正亮在《大新聞大爆卦》回憶，2008年民進黨慘敗以前，不只出現十一寇，民進黨還禁止候選人參加中天新聞台與TVBS節目，「你以為這樣會有凝聚力，這種思考方式完全錯誤」。
2023年1月10日，前民進黨立委蔡啟芳說，民進黨部分黨員呼籲中央黨部開除王世堅與立委高嘉瑜黨籍，他深不以為然，「選輸了，何必怪東怪西的」；十一寇沒一個被開除黨籍，現在個個都當官，「民進黨不是一言堂，有批評才會有進步」。
2023年1月19日，沈富雄表示，民進黨內認為「個人不重要，黨重新站起來最重要」的人非常少，所有的從政黨員都自私地先考慮自己、再考慮民進黨，甚至「有無考慮黨」都令人懷疑，「最明顯的就是林智堅，第二明顯的就是陳明通，因為他們現在都在做自己未來生涯的名聲、在做困獸之鬥」。沈富雄表示，民進黨的文化其實數十年來從未改變，「他們就是熱衷奪權、不想治國」。
2023年1月30日，沈富雄以清朝政府人物之間的關係諷刺，蔡英文是「老佛爺」，行政院院長陳建仁是「大仁哥皇帝」，行政院副院長鄭文燦是「燦親王」。
2023年3月28日，沈富雄表示，馬英九訪問中國大陸充滿了故事性，是大家茶餘飯後值得討論的話題；但其中最不值得談的是民進黨在這次事件中的角色，因為民進黨從頭到尾都只有酸言酸語。沈富雄諷刺，民進黨的敵友之分令他搞不懂，「『馬英九被欺負』你高興，還是『馬英九沒被欺負』你才高興」。
2023年5月19日，郭正亮宣布退黨。
2025年4月，林濁水在Yahoo! TV節目《風向台灣》的專訪中說，2004年他極力反對陳水扁與前民進黨主席林義雄主導的國會減半修憲案，結果他的預警被視為「背骨」；如果當初民進黨接受他的建議，現在賴清德政府時代的民進黨一開始就會是立法院第一大黨，不會陷入朝小野大的政治僵局，更不用發動大罷免。

## 外部連結
- 手術刀行動官方部落格